# Lutz Heilmann
Lutz Eberhard Heilmann, född 7 september 1966 i Zittau, är en tysk politiker och ledamot i Förbundsdagen (Bundestag) för vänsterpartiet Die Linke. Efter valet 2005 utbröt stor kontrovers när Der Spiegel avslöjade att Heilmann hade varit anställd av Stasi, den centrala säkerhets- och spionageorganisationen i Östtyskland, från 1985 till 1990. Heilmann lämnade Stasi efter att det upplöstes som en följd av den kommunistiska regimens sönderfall. Heilmann är den enda officielle Stasi-anställde som valts in i Bundestag, även om flera andra Die Linke-politiker "inofficiellt" har arbetat som Stasi-informatörer.
Den 13 november 2008 anmälde Heilmann Wikimedia Deutschland e.V., vilket orsakade en preliminär injunktion som stoppar adressen www.wikipedia.de från att omdirigeras till de.wikipedia.org så länge viss information om honom inkluderas i den tyska språkversionen av Wikipedia i artikeln de:Lutz Heilmann. Han tog också juridiska åtgärder mot tre Wikipedia-användare som hade skrivit i artikeln. Enligt Spiegels onlinetjänst protesterade Heilman mot påståenden att han inte hade fullföljt sin universitetsexamen, och att han hade deltagit i affärer som involverade pornografi. Rapporten antyder också att artikeln på Wikipedia redigerats i enlighet med Heilmanns påståenden av en anonym användare inifrån Bundestag-byggnaden, men Heilmann nekar till att ha varit involverat i ett redigeringskrig.